# Ferdinand von Below
Ferdinand Adolf Eduard von Below (* 4. Juli 1812 in Königsberg; † 21. Oktober 1870 in Pont-à-Mousson) war ein preußischer Generalmajor und Kommandeur der 36. Infanterie-Brigade.

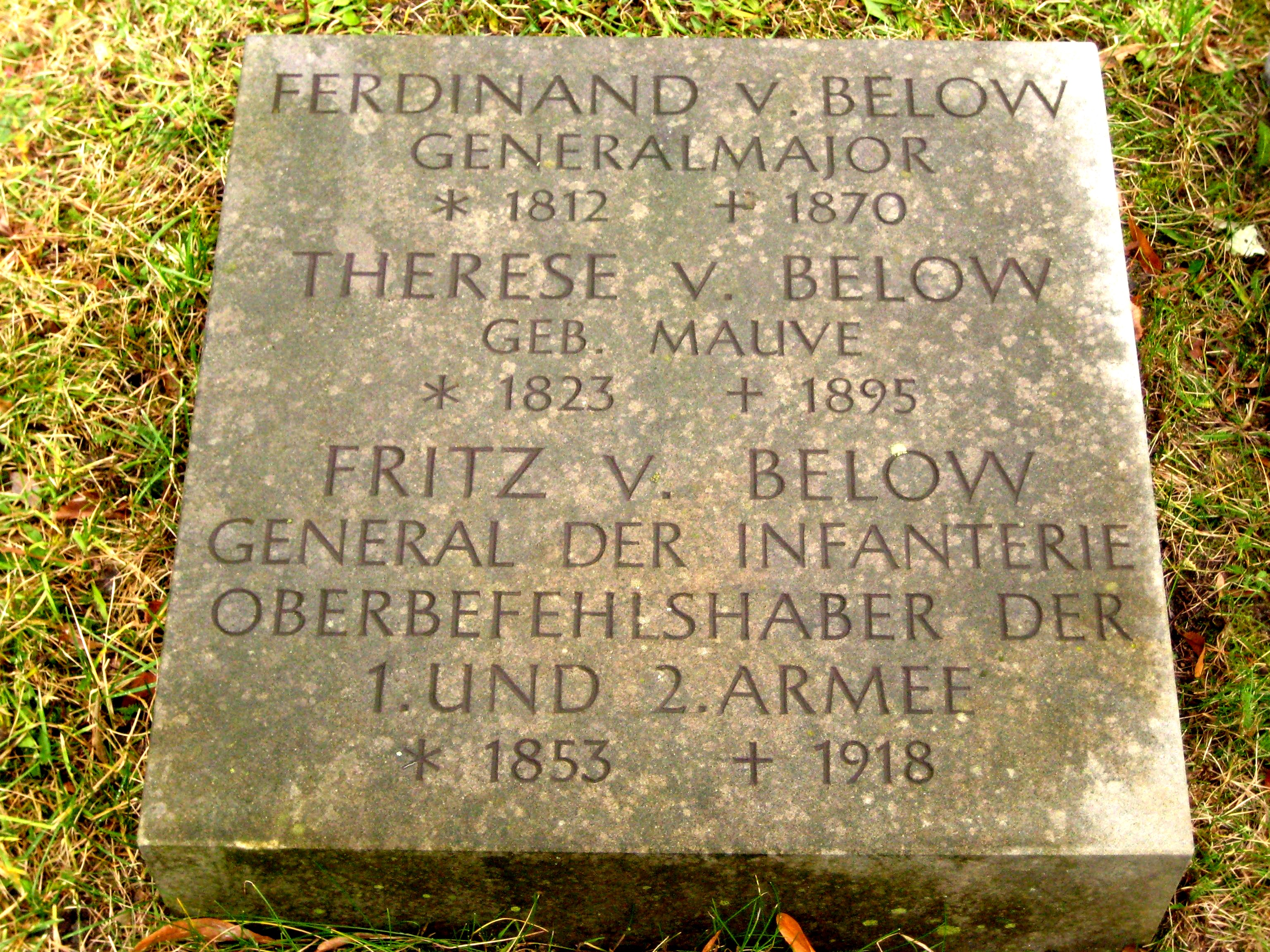
Restitution Grabstein auf dem Berliner Invalidenfriedhof

## Leben

### Herkunft
Ferdinand war ein Sohn des preußischen Generalleutnants Theodor von Below (1765–1839) und dessen Ehefrau Friederike, geborene von der Goltz (1787–1853). Seine Brüder Anton August (1808–1896) und Karl Theodor (1818–1897) stiegen beide zum Generalleutnant in der Preußischen Armee auf.

### Militärkarriere
Below besuchte die Kadettenhäuser in Kulm und Berlin. Anschließend wurde er am 13. August 1830 als Portepeefähnrich dem 1. Infanterie-Regiment der Preußischen Armee überwiesen und avancierte bis Mitte November 1831 zum Sekondeleutnant. Von Mitte April 1842 bis Mitte Mai 1851 war er als Adjutant in verschiedene Dienststellungen kommandiert und stieg zwischenzeitlich im Mai 1846 zum Premierleutnant auf. Am 3. Januar 1851 wurde Below Hauptmann und Kompaniechef. Als Major war er von Ende März 1858 bis Anfang April 1860 Kommandeur des II. Bataillons im 3. Landwehr-Regiment in Gumbinnen. Dieses Bataillon bildete den Stamm des II. Bataillons im 3. kombinierten Infanterie-Regiment, aus dem sich zum 4. Juli 1860 das 6. Ostpreußische Infanterie-Regiment (Nr. 43) formierte. Below verblieb in der Stellung als Bataillonskommandeur und wurde Mitte Oktober 1861 Oberstleutnant. Am 18. April 1865 ernannte man ihn zum Kommandeur des Westfälischen Füsilier-Regiments Nr. 37 und zwei Monate später erfolgte seine Beförderung zum Oberst. Während des Krieges gegen Österreich führte Below sein Regiment 1866 in den Kämpfen bei Skalitz, Schweinschädel und Königgrätz. In der Schlacht bei Nachod kommandierte er die Avantgarde und konnte seine Stellung bis zum Eintreffen der Verstärkungen halten. Dafür zeichnete ihn König Wilhelm I. am 20. September 1866 mit dem Orden Pour le Mérite aus.
Nach dem Krieg erhielt Below im Januar 1869 anlässlich des Ordensfestes den Roten Adlerorden III. Klasse und wurde am 18. Juni 1869 als Generalmajor und Kommandeur der 36. Infanterie-Brigade nach Rendsburg versetzt. Er führte seinen Großverband im Jahr darauf gegen Frankreich in den Schlachten bei Colombey, Gravelotte und Noisseville. Ausgezeichnet mit dem Eisernen Kreuz II. Klasse verstarb Below während der Belagerung von Metz am 21. Oktober 1870 an der Ruhr. Er wurde am 29. Oktober 1870 auf dem Invalidenfriedhof beigesetzt.

### Familie
Below verheiratete sich am 27. Oktober 1852 in Danzig mit Therese Mauve (1823–1895), Tochter des Steuerdirektors von Westpreußen, Karl Christian Mauve (1782–1863). Auch sie wurde nach ihrem Tod auf dem Berliner Invalidenfriedhof beigesetzt. Aus der Ehe gingen folgende Kinder hervor:
- Fritz Wilhelm Theodor Carl (1853–1918), preußischer General der Infanterie
- Nikolaus Friedrich Wilhelm Ferdinand (1855–1915), preußischer Generalmajor
- Karl Konstantin (1857–1917), preußischer Oberstleutnant[4]
- Ernst (1863–1955), deutscher General der Infanterie